# Río Aro
El río Aro es un río sudamericano que se encuentra en el  estado de Bolívar, Venezuela, se forma por la confluencia de los ríos Sucre, Azul y Alachuela  en el escudo del Orinoco-Guayana. Fluye en dirección sur -noroeste y sur-norte, su longitud es de unos 150 km. Entre sus afluentes se encuentran los ríos Camurica, Carapo y Charro Macho.
Es uno de los afluentes del río Orinoco por su margen derecha, en inmediaciones de la villa de Borbón a unos 80 km aguas arriba de Ciudad Bolívar. Se trata de un río de aguas negras por la abundancia de ácidos húmicos provenientes de la descomposición de la vegetación de selva. 